# Unione Sportiva Palermo 1956-1957
Questa voce raccoglie le informazioni riguardanti l'Unione Sportiva Palermo nelle competizioni ufficiali della stagione 1956-1957.

## Stagione
Appena promosso in Serie A dopo essere arrivato al secondo posto nel campionato cadetto dell'anno precedente, sotto i migliori auspici come al solito disattesi, il Palermo torna immediatamente in Serie B terminando il campionato al 18º e ultimo piazzamento con 22 punti, con il minor numero di vittorie (7), il minor numero di pareggi (8), il maggior numero di sconfitte (19), il peggior attacco (32 gol segnati) e la peggior difesa (63 gol subiti). 
È la prima volta assoluta che il club conclude la propria stagione in massima divisione all'ultima posizione retrocedendo.
Dalla 25ª alla 30ª giornata la squadra inanella la più lunga serie di sconfitte consecutive della sua storia in massima serie, sei partite, anche se poi tale record negativo sarà superato 61 stagioni e 60 anni dopo, nel 2016-2017. Tra queste, nell'ultima, figura un roboante 6-4 in casa della Juventus, all'epoca immischiata nella lotta salvezza (infine ottenuta col 9º posto) l’anno precedente della vincita della propria prima stella, ad oggi una delle 24 partite con 10 gol ed una delle 4 partite con lo stesso punteggio nella storia della Serie A a girone unico, nonché quella con più reti della stessa annata. Questa, seppur persa sul campo, rappresenta ai rosanero anche la gara in trasferta con il massimo numero di goal in tutti livelli calcistici che abbia giocato e, al contempo, quella con più marcature in massima categoria.
Da segnalare, nella sessione invernale di mercato, l'arrivo di Santiago Vernazza dal River Plate, futuro idolo dei tifosi, che, nonostante la retrocessione, riesce a totalizzare ben 11 reti nel girone di ritorno.

## Organigramma societario
Area direttiva
- Presidente: Arturo Cassina e Giuseppe Seminara

Area tecnica
- Allenatore: Ettore Puricelli, poi Attilio Kossovel[4]

## Rosa
| N. |                    | Ruolo | Calciatore        |
| -- | ------------------ | ----- | ----------------- |
|    | Italia (bandiera)  | P     | Elio Angelini     |
|    | Italia (bandiera)  | P     | Mauro Benvenuti   |
|    | Francia (bandiera) | P     | Robert Forte      |
|    | Italia (bandiera)  | P     | Vincenzo Biondo   |
|    | Italia (bandiera)  | D     | Giovanni Griffith |
|    | Italia (bandiera)  | D     | Pietro Bettoli    |
|    | Italia (bandiera)  | D     | Giovanni Ballico  |
|    | Italia (bandiera)  | D     | Piero Betello     |
|    | Italia (bandiera)  | D     | Luciano Nobili    |
|    | Italia (bandiera)  | C     | Erasmo Zamperlini |
|    | Italia (bandiera)  | C     | Giovanni Mialich  |
|    | Italia (bandiera)  | C     | Enzo Benedetti    |
|    | Italia (bandiera)  | C     | Renato Luosi      |

| N. |                      | Ruolo | Calciatore        |
| -- | -------------------- | ----- | ----------------- |
|    | Italia (bandiera)    | C     | Alvaro Biagini    |
|    | Italia (bandiera)    | C     | Roberto Passarin  |
|    | Italia (bandiera)    | C     | Franco Maselli    |
|    | Italia (bandiera)    | C     | Mario Pistacchi   |
|    | Italia (bandiera)    | C     | Albano Vicariotto |
|    | Italia (bandiera)    | C     | Benigno De Grandi |
|    | Italia (bandiera)    | A     | Gianni Sandri     |
|    | Argentina (bandiera) | A     | Santiago Vernazza |
|    | Uruguay (bandiera)   | A     | Walter Gómez      |
|    | Italia (bandiera)    | A     | Loris Lonardi     |
|    | Italia (bandiera)    | A     | Onorio Busnelli   |
|    | Norvegia (bandiera)  | A     | Arne Kotte        |

## Calciomercato

### Sessione invernale
| Acquisti | Acquisti          | Acquisti    | Acquisti   |
| R.       | Nome              | da          | Modalità   |
| -------- | ----------------- | ----------- | ---------- |
| A        | Santiago Vernazza | River Plate | definitivo |

| Cessioni | Cessioni | Cessioni | Cessioni |
| R.       | Nome     | a        | Modalità |
| -------- | -------- | -------- | -------- |

## Risultati

### Serie A

#### Girone di andata
| Palermo 16 settembre 1956 1ª giornata | Palermo | 3 – 1 | Lanerossi Vicenza |  |

| Roma 23 settembre 1956 2ª giornata | Roma | 2 – 1 | Palermo |  |

| Arbitro: | Canepa (Genova) |

|             |           |  |
| Mariani 19’ | Marcatori |  |

| Palermo 7 ottobre 1956 4ª giornata | Palermo | 1 – 1 | Inter |  |

| Palermo 14 ottobre 1956 5ª giornata | Palermo | 1 – 0 | Genoa |  |

| Bergamo 21 ottobre 1956 6ª giornata | Atalanta | 1 – 0 | Palermo |  |

| Bologna 28 ottobre 1956 7ª giornata | Bologna | 1 – 1 | Palermo |  |

| Palermo 18 novembre 1956 8ª giornata | Palermo | 1 – 1 | Padova |  |

| Palermo 25 novembre 1956 9ª giornata | Palermo | 1 – 0 | Torino |  |

| Udine 2 dicembre 1956 10ª giornata | Udinese | 2 – 0 | Palermo |  |

| Firenze 16 dicembre 1956 11ª giornata | Fiorentina | 3 – 1 | Palermo |  |

| Palermo 23 dicembre 1956 12ª giornata | Palermo | 0 – 0 | SPAL |  |

| Palermo 30 dicembre 1956 13ª giornata | Palermo | 0 – 2 | Juventus |  |

| Trieste 6 gennaio 1957 14ª giornata | Triestina | 1 – 1 | Palermo |  |

| Palermo 13 gennaio 1957 15ª giornata | Palermo | 1 – 1 | Sampdoria |  |

| Palermo 20 gennaio 1957 16ª giornata | Palermo | 0 – 0 | Napoli |  |

| Roma 27 gennaio 1957 17ª giornata | Lazio | 3 – 0 | Palermo |  |

#### Girone di ritorno
| Vicenza 3 febbraio 1957 18ª giornata | Lanerossi Vicenza | 4 – 1 | Palermo |  |

| Palermo 10 febbraio 1957 19ª giornata | Palermo | 1 – 0 | Roma |  |

| Arbitro: | Moriconi (Roma) |

|                |           |                   |
| Zamperlini 53’ | Marcatori | 7’ Bean 64’ Galli |

| Milano 24 febbraio 1957 21ª giornata | Inter | 1 – 0 | Palermo |  |

| Genova 3 marzo 1957 22ª giornata | Genoa | 2 – 2 | Palermo |  |

| Palermo 10 marzo 1957 23ª giornata | Palermo | 3 – 1 | Atalanta |  |

| Palermo 17 marzo 1957 24ª giornata | Palermo | 2 – 1 | Bologna |  |

| Padova 24 marzo 1957 25ª giornata | Padova | 1 – 0 | Palermo |  |

| Torino 31 marzo 1957 26ª giornata | Torino | 5 – 1 | Palermo |  |

| Palermo 7 aprile 1957 27ª giornata | Palermo | 0 – 1 | Udinese |  |

| Palermo 14 aprile 1957 28ª giornata | Palermo | 0 – 1 | Fiorentina |  |

| Ferrara 28 aprile 1957 29ª giornata | SPAL | 1 – 0 | Palermo |  |

| Torino 5 maggio 1957 30ª giornata | Juventus | 6 – 4 | Palermo |  |

| Palermo 19 maggio 1957 31ª giornata | Palermo | 2 – 1 | Triestina |  |

| Genova 2 giugno 1957 32ª giornata | Sampdoria | 6 – 0 | Palermo |  |

| Napoli 9 giugno 1957 33ª giornata | Napoli | 4 – 1 | Palermo |  |

| Palermo 16 giugno 1957 34ª giornata | Palermo | 2 – 6 | Lazio |  |

## Statistiche

### Statistiche di squadra
| Competizione | Punti | In casa | In casa | In casa | In casa | In casa | In casa | In trasferta | In trasferta | In trasferta | In trasferta | In trasferta | In trasferta | Totale | Totale | Totale | Totale | Totale | Totale | DR  |
| Competizione | Punti | G       | V       | N       | P       | Gf      | Gs      | G            | V            | N            | P            | Gf           | Gs           | G      | V      | N      | P      | Gf     | Gs     | DR  |
| ------------ | ----- | ------- | ------- | ------- | ------- | ------- | ------- | ------------ | ------------ | ------------ | ------------ | ------------ | ------------ | ------ | ------ | ------ | ------ | ------ | ------ | --- |
| Serie A      | 22    | 17      | 7       | 5       | 5       | 19      | 19      | 17           | 0            | 3            | 14           | 13           | 44           | 34     | 7      | 8      | 19     | 32     | 63     | -31 |

### Statistiche dei giocatori
| Giocatore     | Serie A  | Serie A |
| Giocatore     | Presenze | Reti    |
| ------------- | -------- | ------- |
| E. Angelini   | 19       | -29     |
| M. Benvenuti  | 12       | -18     |
| R. Forte      | 3        | -16     |
| V. Biondo     | 0        | 0       |
| G. Griffith   | 31       | 0       |
| P. Bettoli    | 33       | 0       |
| G. Ballico    | 12       | 0       |
| P. Betello    | 9        | 0       |
| L. Nobili     | 2        | 0       |
| E. Zamperlini | 32       | 1       |
| G. Mialich    | 25       | 0       |
| E. Benedetti  | 34       | 0       |
| R. Luosi      | 17       | 3       |
| A. Biagini    | 19       | 1       |
| R. Passarin   | 16       | 1       |
| F. Maselli    | 12       | 1       |
| M. Pistacchi  | 2        | 0       |
| A. Vicariotto | 10       | 1       |
| B. De Grandi  | 0        | 0       |
| G. Sandri     | 24       | 4       |
| S. Vernazza   | 19       | 11      |
| W. Gómez      | 27       | 4       |
| L. Lonardi    | 12       | 5       |
| O. Busnelli   | 4        | 0       |
| A. Kotte      | 0        | 0       |